# Jan Dobraczyński

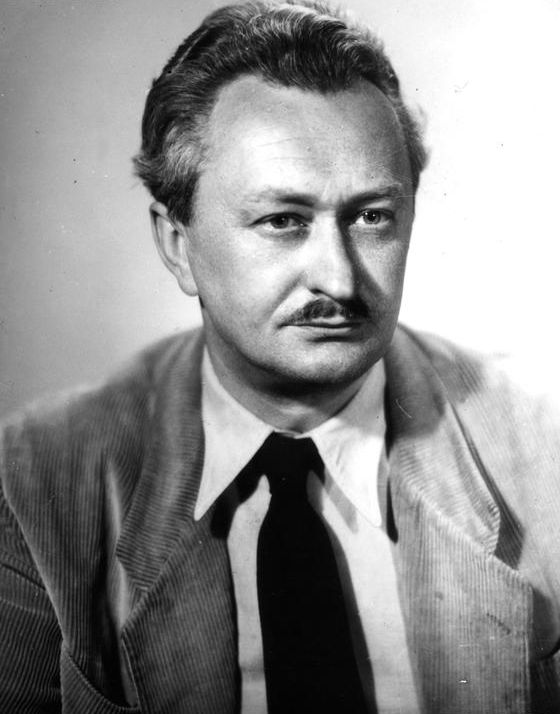
Jan Dobraczyński

Jan Dobraczyński (Warschau, 20 april 1910 - aldaar, 5 maart 1994), was een Pools schrijver, journalist en staatsman.
Jan Dobraczyński was reeds voor de oorlog actief als journalist voor rooms-katholieke kranten en tijdschriften. Hij steunde de katholieke Nationalistische Partij, een beweging die niet bekendstond om zijn sympathie ten opzichte van Joden en minderheden. Tijdens de Tweede Wereldoorlog sloot hij zich aan bij het Armia Krajowa (Vaderlands Leger), het nationale verzetsleger. Hij en zijn collega's hielpen Joden aan onderduikadressen. Dobraczyński hielp vooral Joodse kinderen aan een veilige schuilplaats. Hij was een medewerker op het Departement voor Sociaal Welzijn en gaf Joden nieuwe persoonbewijzen en documenten. Na de oorlog werd hij redacteur van de Sprawy Narodu ("Stem van het Volk" of "Nationale Stem").
Jan Dobraczyński was van 1952 tot 1956 en van 1985 tot 1989 lid van de Sejm (parlement) namens de rooms-katholieke PAX-Vereniging. Van 1983 tot 1989 was hij voorzitter van het Patriotyczny Ruch Odrodzenia Narodowego (PRON), het volksfront dat in 1982 door generaal Wojciech Jaruzelski, de communistische machthebber van Polen was ingesteld. Als redacteur van Sprawy Narodu (een nationalistisch gekleurde krant) verzette hij zich tegen Solidarność en sprak hij zich uit vóór het communistisch regime.
Zijn boeken zijn zeer populair in katholieke kring. Er is echter wel van (kritisch) katholieke zijde kritiek op het moraliserend karakter van zijn werken. Enkele van zijn boeken handelen over de Duitse bezetting van Polen, de meeste echter over bijbelse thema's.

## Werken (selectie)
- Paulus, Strijder in naam van de Heer
- Het Heilige Zwaard
- De Glimlach van Jeremia
- De Brieven van Nikodemus (1951, bekendste boek)
- Vóór de aarde ontstond
- Ontmoetingen met Maria
- Miasteczko (Een Kleine Stad, met Romuald Drobaczynski, film uit 1960)